# Schelklingen
Schelklingen è un comune tedesco di 7 165 abitanti, situato nel land del Baden-Württemberg.